# Lophuromys sikapusi
Lophuromys sikapusi är en däggdjursart som först beskrevs av Coenraad Jacob Temminck 1853.  Lophuromys sikapusi ingår i släktet borstpälsade möss, och familjen råttdjur. Inga underarter finns listade i Catalogue of Life.

## Utseende
Arten blir 11 till 13 cm lång (huvud och bål), har en 6,5 till 8,2 cm lång svans och väger 51 till 79 g. Bakfötterna är 2,1 till 2,3 cm långa och öronen är 1,5 till 1,7 cm stora. Pälsen är inte lika borstig som hos andra släktmedlemmar. Den har vanligen en rödbrun färg på ovansidan och en ljusare röd färg på undersidan. I några regioner är ovansidan nästan svartaktig. Alla fingrar och tår är utrustade med långa klor. Lophuromys sikapusi har förminskade tummar. Svansen är täckt av fjäll som bildar ringar och några styva hår. Hos honor förekommer tre par spenar.

## Utbredning
Denna gnagare förekommer i Afrika från Sierra Leone till västra Kenya och norra Angola. Den vistas i låglandet och i bergstrakter upp till 1600 meter över havet. Habitatet utgörs av fuktiga gräsmarker, jordbruksmark, träskmarker och skogar.

## Ekologi
Lophuromys sikapusi vistas främst på marken. Den är nattaktiv och äter insekter samt några växtdelar. Födan kompletteras med daggmaskar, blötdjur och kadaver.
Djuret gräver tunnlar i lövskiktet eller i det översta jordlagret. Där eller i stora gräsklumpar placeras boet av torra grässtrån. Liksom andra borstpälsade möss har arten en sträng lukt och den jagas därför sällan av rovdjur. Rovfåglar är inte lika känsliga. I några fall bör den falla offer för viverrider, manguster, servalen eller ormar.
Individerna är antagligen aggressiva mot varandra när honan inte är brunstig. Hos flera exemplar var öronen och svansen sårade. Fortplantningen är troligen kopplad till regntiden. Honan är cirka 30 dagar dräktig och sedan föds två eller tre ungar som väger ungefär 8 g. Efter cirka tre veckor väger ungarna 35 g och de är full utvecklade efter fem till åtta veckor. Honor hade sin första kull med en vikt av 40 g.

## Bevarandestatus
För beståndet är inga hot kända och gnagaren bedöms som vanligt förekommande. IUCN kategoriserar arten globalt som livskraftig.